# Tacciana Asmałouska
Tacciana Siarhiejeuna Asmałouska (biał. Таццяна Сяргееўна Асмалоўская, ros. Татьяна Сергеевна Осмоловская, Tatjana Siergiejewna Osmołowska; ur. 11 maja 1958 w Horkach) – białoruska polityk, w latach 2004–2012 deputowana do Izby Reprezentantów Zgromadzenia Narodowego Republiki Białorusi III i IV kadencji.

## Życiorys
Urodziła się 11 maja 1958 roku w Horkach, w obwodzie mohylewskim Białoruskiej SRR, ZSRR. Ukończyła Mohylewskie Technikum Kulturalno-Oświatowe, Białoruską Państwową Akademię Gospodarstwa Wiejskiego (BPAGW), uzyskując wykształcenie ekonomisty organizatora produkcji rolnej, Miński Instytut Zarządzania przy Białoruskim Narodowym Uniwersytecie Technicznym, uzyskując wykształcenie menedżera ekonomisty, oraz kursy rezerw pracowników kierowniczych przy BPAGW. Pracę rozpoczęła jako organizatorka biura turystycznego w Horkach. Następnie pracowała jako metodystka w schronisku dziecięcym miejskiego wydziału oświaty w Horkach, główna dyspozytor, zastępczyni, a później pełniąca obowiązki przewodniczącej kołchozu „Socjalistyczna Droga” w rejonie krzyczewskim, zastępczyni dyrektora ds. produkcji sowchozu im. Czkałowa w rejonie horeckim, zastępczyni dyrektora ds. produkcji w gospodarstwie naukowym BPAGW.
16 listopada 2004 roku została deputowaną do Izby Reprezentantów Zgromadzenia Narodowego Republiki Białorusi III kadencji z Horeckiego Okręgu Wyborczego Nr 67. Pełniła w niej funkcję zastępczyni przewodniczącego Stałej Komisji ds. Praw Człowieka, Stosunków Narodowościowych i Środków Masowego Przekazu. 27 października 2008 roku została deputowaną do Izby Reprezentantów IV kadencji z Horeckiego Okręgu Wyborczego Nr 81. Pełniła w niej funkcję zastępczyni przewodniczącego tej samej komisji. Od 13 listopada 2008 roku była członkinią Narodowej Grupy Republiki Białorusi w Unii Międzyparlamentarnej. Jej kadencja w Izbie Reprezentantów zakończyła się 18 października 2012 roku.

## Odznaczenia
- Gramota Pochwalna Zgromadzenia Narodowego Republiki Białorusi[1].

## Życie prywatne
Tacciana Asmałouska ma córkę i syna.